# Bidjovagge malmfält
Bidjovagge malmfält (Biddjovagge, Biedjovággi) ligger i Kautokeino kommun i Finnmark fylke i Norge.
Malmfältet ligger på Finnmarksvidda ungefär 40 kilometer nordväst om tätorten Kautokeino, mot gränsen till Troms fylke och 130 kilometer från kusten. Det består av ett tiotal fyndigheter med olika   koppar och guld. De undersöktes först av Boliden AB 1952-53.
Bidjovagge Grube AS bedrev utvinning under åren 1970-75, under 1974-75 som ett dotterbolag till AS Sydvaranger. Efter ett uppehåll på tio år återupptogs utvinning av finländska Outokumpu under 1985-91, varefter gruvan lades ned. Outokumpu uppskattade då de kvarvarande mineraliseringarna till totalt cirka 1,4 miljoner ton med medelhalter på 3,4 
gram guld per ton och 1,1 procent koppar. Företaget gjorde återställningsarbeten i Bidjovagge men lämnade kvar vägen till gruvområdet, delar av vatten- och elförsörjningen samt en förrådsbyggnad för gamla borrkärnor.
Planering pågår nu av det svenska företaget Arctic Gold AB, tidigare Alcaston Diamond Exploration, för att en gång till återuppta malmbrytning. Företaget övertog Bidjovaggeprojektet 2010 och har därefter borrat i syfte att kartlägga tillräckliga fyndigheter för att säkra tio års brytning.
Företagets planer har vid två tillfällen hindrats av kommunstyret i Kautokeino kommun med knapp majoritet. I stället för att kommentera Arctic Golds begäran om prövning av "Reguleringsplan" och konsekvensutredningar enligt Byggningsloven i en första omgång, avvisade kommunstyret att pröva ansökan i april 2012 och i december 2013.